# فتحي جمال
فتحي جمال (11 فبراير 1959، الدار البيضاء) هو لاعب كرة قدم مغربي سابق، لعب بأندية الرجاء البيضاوي، وشباب المسيرة والكوكب المراكشي.
قاد المنتخب المغربي للشباب إلى احتلال المرتبة الرابعة في بطولة كأس العالم للشباب 2005 بهولندا. كما قام بتدريب المنتخب المغربي الأول سنة 2008.

## مسيرته

### المسار الكروي لاعبا
- بين 1978 - 1992 : لاعب قسم الكبار (Senior) في الفرق التالية : الرجاء البيضاوي، الكوكب المراكشي، النادي الرياضي أزرو، نهضة سطات.
- في سنة 1988 : بطل المغرب مع فريق الرجاء البيضاوي
- في سنة 1989 : كأس بطل إفريقيا للفرق البطلة
- بين 1985 - 1987: لاعب في منتخب الأمل في الفريق الوطني المغربي
- بين 1988 - 1990 : لاعب في المنتخب الوطني المغربي الأول

### المسار الكروي مدربا
- بين 1982 - 1989 : أستاذ التربية البدنية والرياضة
- بين 1984 - 1987 : مدرب الفريق المدرسي
- بين 1993 - 1996 : مؤطر ومدرب لكرة القدم في فريق الرجاء البيضاوي
- بين 1996 - 2005 : المشاركة في العديد من الدورات التأطيرية الخاصة بالمدربين
- في سنة 1997 : مدرب فريق الرجاء البيضاوي
- في سنة 1998 : مدير تقني لفريق الرجاء البيضاوي
- بين 1998 - 2001 : مدير تقني ومسؤول عن مركز التكوين في فريق الرجاء البيضاوي
- في سنة 2000 : مدرب فريق الرجاء البيضاوي في بطولة العالم للأندية
- بين 2001 - 2002: مدرب فريق الرجاء البيضاوي
- بين 2002 - 2005 : مدير تقني لفريق الجيش الملكي
- في سنة 2003 : مدرب المنتخب الوطني المغربي لأقل من 20 سنة المتأهل لنهائيات كأس أفريقيا للشباب 2003 ببوركينا فاصو
- في سنة 2004 : مدرب منتخب الأمل المغربي
- في سنة 2005 : - مدرب المنتخب الوطني المغربي لأقل من 20 سنة الحاصل على الرتبة الرابعة في كأس العالم للشبان بهولندا

- مدرب المنتخب الوطني المغربي لأقل من 20 سنة في كأس أفريقيا للشباب 2005 بالبنين
- في سنة 2006 : - المدير التقني الوطني لجامعة كرة القدم المغربية

- مدرب المنتخب الأولمبي المغربي
- مؤطر لدى الكونفدرالية الإفريقية لكرة القدم CAF
- مدير التكوين لدى الكونفدرالية الإفريقية لكرة القدم CAF
- في سنة 2007 : - عضو اللجنة التقنية في الكونفدرالية الإفريقية لكرة القدم

- عضو اللجنة التقنية في الاتحاد العربي لكرة القدم.

## روابط خارجية
- فتحي جمال على موقع قاعدة بيانات كرة القدم.إي يو (الإنجليزية)
- فتحي جمال على موقع كووورة